# I Want to Hold Your Hand
"I Want To Hold Your Hand" é uma canção lançada pelo grupo de rock inglês The Beatles em 1963. Composta pela dupla Lennon/McCartney, pode ser considerada o marco inicial da Beatlemania nos Estados Unidos pois foi a primeira música do Beatles a fazer sucesso neste país, alcançando a primeira posição na Billboard no dia 1º de fevereiro de 1964 como a mais tocada nas rádios por sete semanas e esteve entre as cem mais tocadas por quinze semanas (Hot 100). No Reino Unido, o single havia alcançado o primeiro lugar nas paradas no dia 12 de dezembro de 1963, permanecendo no topo por cinco semanas. Esteve presente na lista das 500 melhores canções de todos os tempos da revista Rolling Stone.

## Origem da Composição
A rejeição da Capitol Records das gravações do grupo nos Estados Unidos era agora a principal preocupação de Brian Epstein, e ele encorajou Lennon e McCartney a escrever uma música para atrair especificamente o mercado americano. George Martin, no entanto, não tinha tais lembranças explícitas, acreditando que a Capitol não tinha alternativa a não ser lançar "I Want To Hold Your Hand" devido à crescente demanda pelo produto do grupo.
McCartney havia se mudado recentemente para 57 Wimpole Street, Londres, onde estava hospedado como convidado do Dr. Richard e Margaret Asher, e cuja filha, a atriz Jane Asher, se tornou namorada de McCartney após seu encontro no início do ano. Este local se tornou brevemente a nova base de escrita de Lennon e McCartney, substituindo a casa de McCartney em Forthlin Road em Liverpool.  Margaret Asher ensinou oboé na "pequena e abafada sala de música" no porão, onde Lennon e McCartney se sentaram ao piano e compuseram "I Want to Hold Your Hand".
John estava intigado com um álbum contemporâneo francês de música experimental. Havia uma faixa em que uma frase musical se repetia, como se o disco estivesse arranhado. O efeito foi usado em "I Want To Hold Your Hand" - por sugestão minha - , em "that my love, i can't hide, i can't hide, i can't hide". Afirmava Freeman
Em setembro de 1980, Lennon disse à revista Playboy:
Escrevemos muitas coisas juntos, um a um, olho no olho. Como em 'I Want to Hold Your Hand', lembro-me de quando conseguimos o acorde que compôs a música. Estávamos na casa de Jane Asher, lá embaixo, no porão, tocando piano ao mesmo tempo. E nós tínhamos, 'Oh você-u-u / entendeu algo ...' E Paul toca esse acorde e eu viro para ele e digo, 'É isso aí!' Eu disse: 'Faça isso de novo!' Naquela época, costumávamos escrever absolutamente assim - ambos brincando um no nariz do outro.
Em 1994, McCartney concordou com a descrição de Lennon das circunstâncias em torno da composição de "I Want to Hold Your Hand", dizendo: "'Olho no olho' é uma descrição muito boa. É exatamente assim que foi. 'Eu quero Hold Your Hand 'foi muito co-escrito. " De acordo com Ian MacDonald, de acordo com a forma como Lennon e McCartney colaboraram naquela época, frases liricamente brandas e aleatórias eram provavelmente citadas pela dupla; se as frases se ajustassem ao som geral, elas permaneceriam. O título da música era provavelmente uma variação de "I Wanna Be Your Man", que os Beatles gravaram recentemente no EMI Studios.

## Créditos
De acordo com Ian MacDonald:
- John Lennon – vocal, guitarra rítmica, palmas
- Paul McCartney – vocal, baixo, palmas
- George Harrison – guitarra solo, palmas
- Ringo Starr – bateria, palmas

## Versão em português
Em 1964, os Duo Ouro Negro fizeram uma versão em português da música, intitulada "Agora Vou Ser Feliz".